# 米耶拉斯
米耶拉斯，是西班牙加泰罗尼亚赫罗纳省的一个市镇。总面积26平方公里，总人口318人（2001年），人口密度12人/平方公里。